# Wurmberg Seilbahn
De Wurmberg Seilbahn is een gondelbaan in Duitsland. De Wurmberg Seilbahn is met zijn 2,8 km lengte, de langste kabelbaan van heel Noord-Duitsland. De kabelbaan ligt in het Westen van de Harz bij Braunlage en loopt naar de Wurmberg die 971 m boven zeeniveau ligt.
In 1963 is de Wurmberg Seilbahn in gebruik genomen en is in 2000 door de firma Doppelmayr voor circa 5,2 miljoen euro vervangen voor een moderne Gondelbaan met 6 zitplaatsen per cabine. In tegenstelling tot vele andere gondelbanen, heeft deze gondelbaan ook een tussenstation waar men niet hoeft over te stappen.

## Externe link

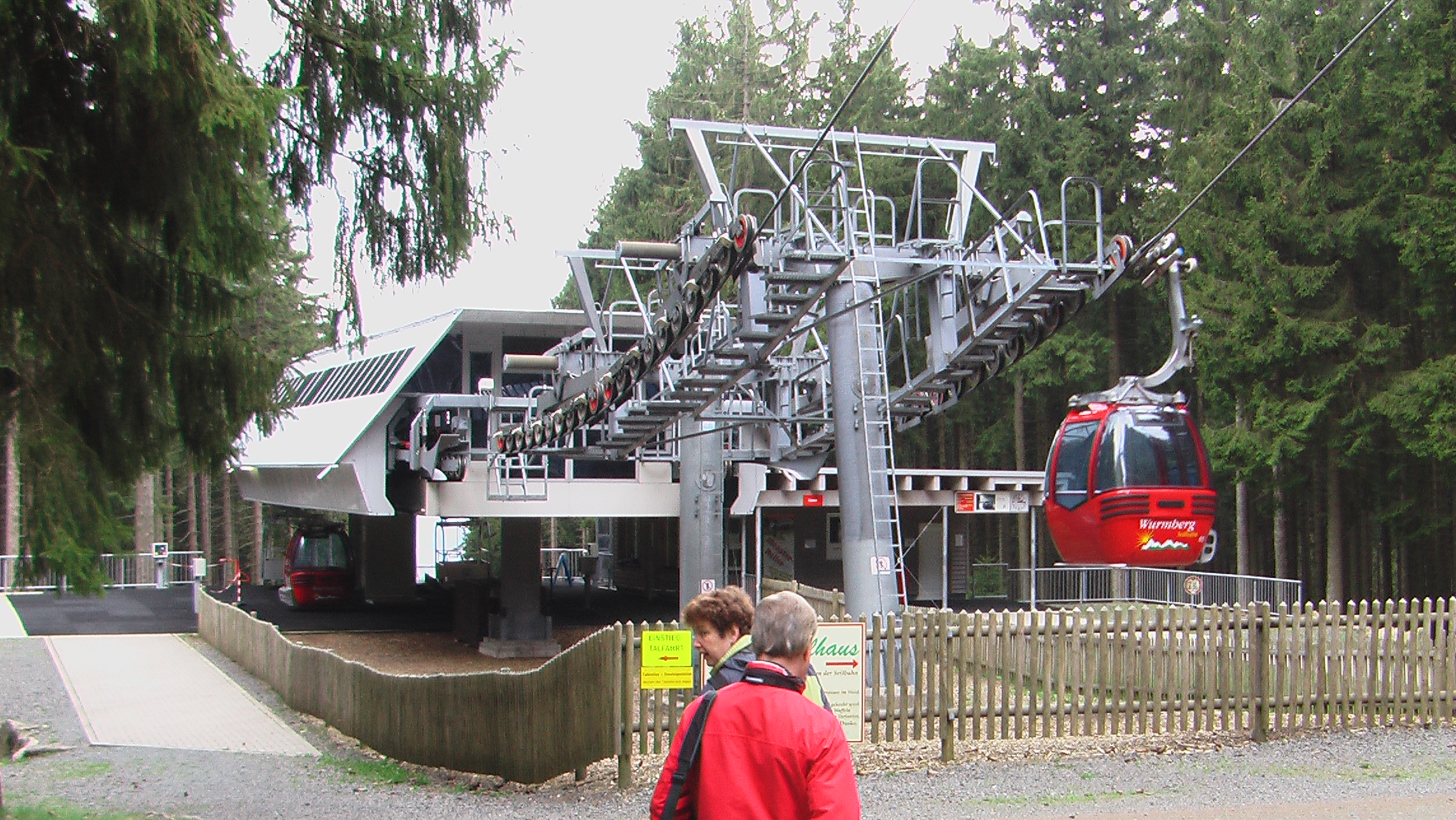
Het tussenstation van de gondelbaan.